# Свидовецький заповідний масив
Свидове́цький запові́дний маси́в — природоохоронна територія в Українських Карпатах, у Рахівському районі Закарпатської області. Свидовецький заповідний масив є частиною Карпатського біосферного заповідника.
У 1974 році тут спочатку був організований заказник, площею 1471 га. Згодом до його складу долучили нові території, і заказнику надали статус заповідника.
Входить до складу транскордонного природного об'єкта Букові праліси Карпат та інших регіонів Європи, що складається з 78 окремих масивів, які розташовані на території 12 країн. Об'єкт Всесвітньої спадщини ЮНЕСКО. Лише тут найкраще зберігся неоціненний генофонд бука лісового (Fagus sylvatica) та ряду інших видів з його ареалу. Букові праліси Карпат є надзвичайно важливими  для розуміння повної картини історії та еволюції роду бука (Fagus), який завдяки своїй поширеності у північній півкулі є глобально важливим. Бук є однією із найважливіших складових помірних широколистяних лісів, які колись займали 40 відсотків території Європи.

## Територія
Свидовецький заповідний масив займає площу 6580 га в найвищій частині Свидовецького хребта, в межах висот від 600 до 1883 м над р. м. Гірська споруда Свидовця, як і більша частина Українських Карпат, має флішову будову. На головному хребті добре збереглися сліди льодовикової діяльності — кари.

## Клімат, ґрунти
Клімат Свидівця вологий, прохолодний і помірно холодний. У лісовому поясі переважають світло і темно-бурі ґрунти. Для верхньої межі лісу характерні світло-бурі ґрунти.
Ґрунтово-кліматичні умови південних схилів масиву оптимальні для бука. Букові ліси підійматися тут до висоти 1380 м, що є найвищою межею бучин в Українських Карпатах.

## Рослинні асоціації та флора

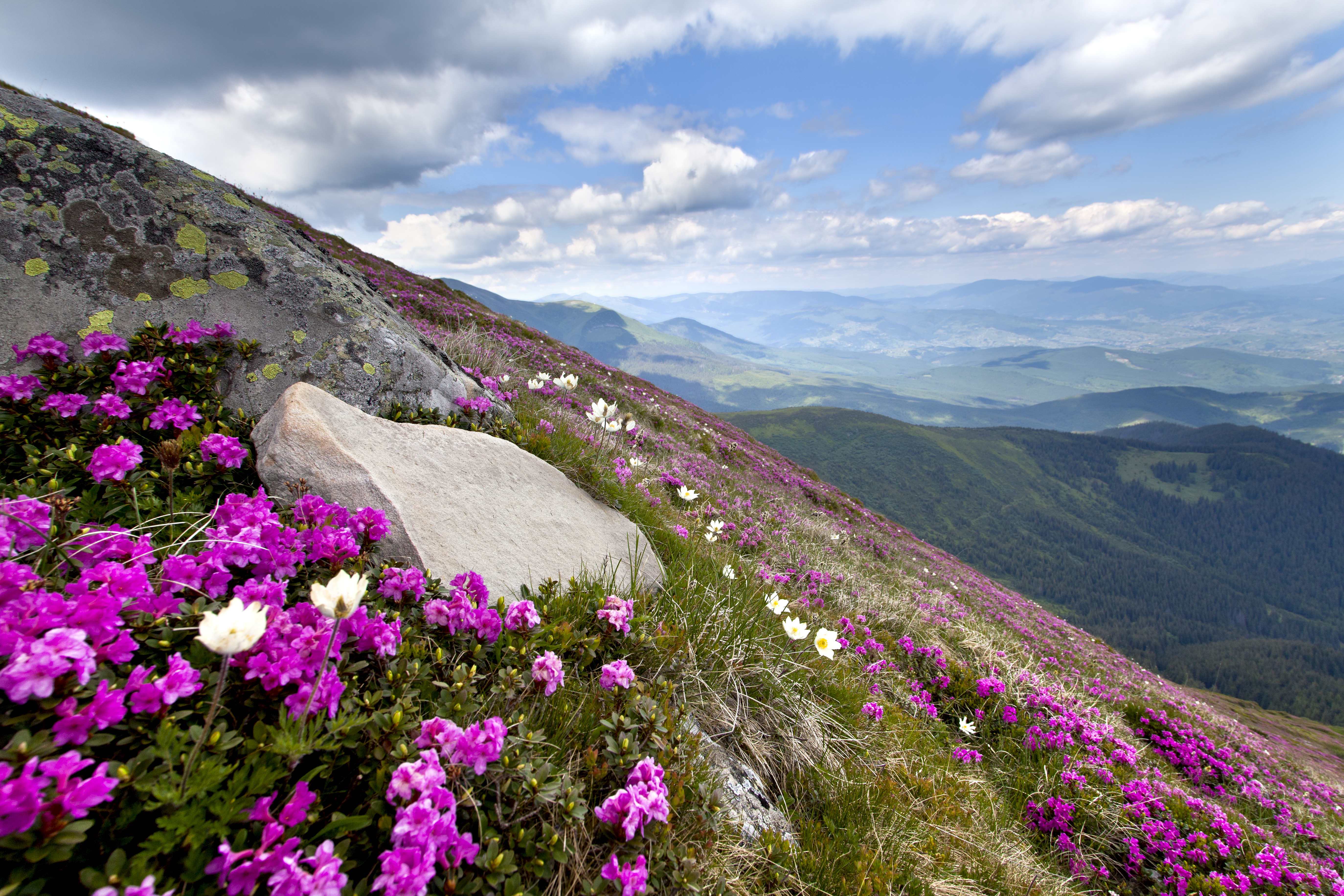
Рододендрон карпатський (червона рута) на Свидовецькому масиві

Панівними асоціаціями є різні типи буку. На скельних формах рельєфу поширені також буково-яворові та буково-ясенево-яворові ліси. В їхньому трав'яному покриві трапляються аспленій сколопендровий, місячниця гірська, чемерник червонуватий, аспленій зелений. На північних схилах існують сприятливі умови для формування мішаних деревостанів. Завдяки холоднішому клімату тут зростає ялиця, а біля верхньої межі лісу — смерека. Вище лісового поясу поширено криволісся з вільхою зеленою та ялівцю сибірського. Особливо цікавим у флористичному відношенні є високогір'я Свидівця в районі вершин Малої Близниці (1778 м) та Великої Близниці (1883 м). Тут ростуть такі рідкісні арктично-альпійські види, як бартсія альпійська, дріада восьмипелюсткова, зелениця альпійська, ситник каштановий, лілійка пізня, айстра альпійська, родіола рожева, верба списовидна. В Українських Карпатах лише тут зростають крупка аїзоподібна, очанка зальцбурська, ломикамінь переломниковий та інші. Дуже рідкісними є також білотка альпійська, орлики чорніючі, бешишниця звичайна тощо, занесені до Червоної книги України. Певну цінність становить флора стрімких скель у долині річки Косівської.

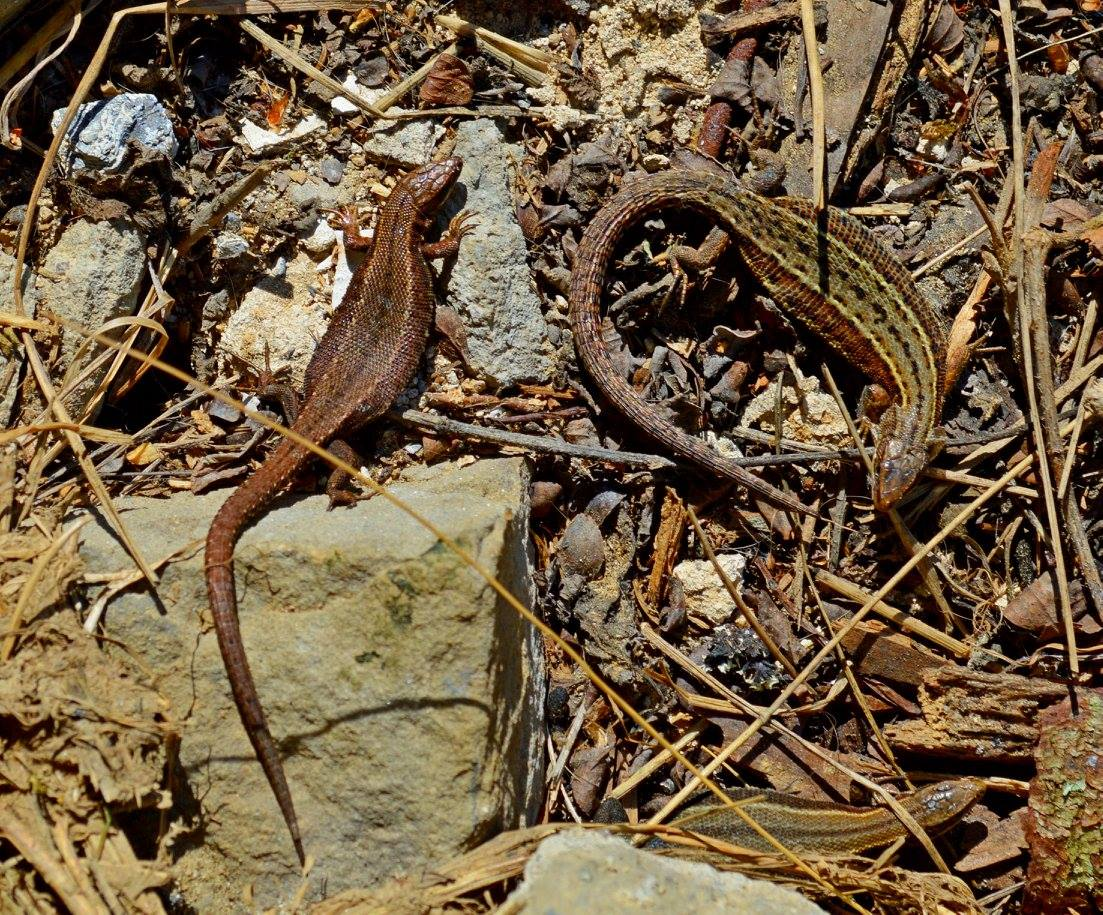
Ящірки живородні у Свидовецькому заповідному масиві

## Тваринний світ
Фауна масиву в цілому складає типовий для Карпат гірський комплекс, хоча для неї характерна менша представленість ряду видів, тісно пов'язаних з хвойними породами. Тут трапляються олень благородний, сарна європейська, свиня дика, ведмідь бурий, вивірка звичайна, куниця лісова, куниця кам'яна, сова бородата, сова вухата, глухар. З рідкісних видів — кіт лісовий, бурозубка альпійська і тритон карпатський, занесені до Червоної книги України.